# Laura Jane Grace
Laura Jane Grace, anteriormente conocida como Thomas James Gabel (8 de noviembre de 1980), es una música estadounidense, conocida por ser la fundadora, cantante, compositora y principal guitarrista de la banda punk rock de Gainesville, Florida, Against Me!.

## Biografía
Nació en el Instituto del Hemisferio Occidental para la Cooperación en Seguridad del Ejército de los Estados Unidos en Fort Benning, Georgia, donde trabajaba su padre. A los 17 años de edad, abandonó la secundaria para formar Against Me! como solista en Naples, Florida. Desde entonces la formación es un cuarteto y han editado cinco álbumes. El debut como solista de Grace, titulado Heart Burns, fue lanzado en 2008 por Sire Records.

## Familia
Grace estuvo casada (2007-2013) con la artista Heather Hannoura, quien ha diseñado merchandise para bandas como Alkaline Trio, My Chemical Romance, AFI y The Lawrence Arms. Tuvieron su primera hija, Evelyn, en noviembre de 2009. Grace es vegana.
En agosto de 2007, Grace fue arrestada en Tallahassee, Florida, con un cargo de agresión.
Luego de lidiar durante su infancia con la disforia de género, en mayo de 2012, Grace reveló que era una mujer transgénero. De esta manera, dejó de usar su nombre de nacimiento y adoptó el nombre Laura Jane Grace.

## Discografía

### Solista
| Año  | Título                                                          | Discográfica         |
| ---- | --------------------------------------------------------------- | -------------------- |
| 2008 | Heart Burns - EP                                                | Sire Records         |
| 2018 | Bought to Rot (como Laura Jane Grace and the Devouring Mothers) | Bloodshot Records    |
| 2020 | Stay Alive                                                      | Polyvinyl Record Co. |
| 2024 | Hole in My Head                                                 | Polyvinyl Record Co. |

### Con Against Me!

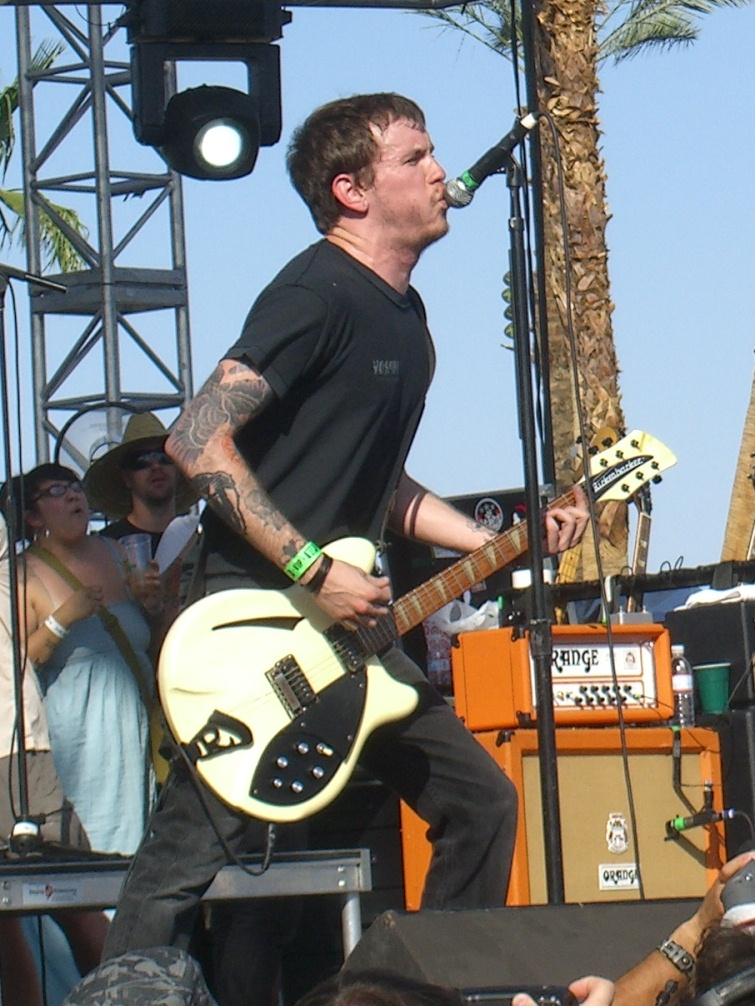
Grace en Coachella Valley Music and Arts Festival. (2007)

| Año  | Título                         | Discográfica       | Charts                                           |
| ---- | ------------------------------ | ------------------ | ------------------------------------------------ |
| 2002 | Reinventing Axl Rose           | No Idea Records    |                                                  |
| 2003 | As the Eternal Cowboy          | Fat Wreck Chords   | #36 Independent Albums                           |
| 2005 | Searching for a Former Clarity | Fat Wreck Chords   | #114 EE. UU. #1 Heatseeker #9 Independent Albums |
| 2007 | New Wave                       | Sire Records       | #57 EE. UU.                                      |
| 2010 | White Crosses                  | Sire Records       | #34 EE. UU.                                      |
| 2014 | Transgender Dysphoria Blues    | Total Treble Music | #23 EE. UU.                                      |